# Hans Weber (Unternehmer, 1912)
Hans Weber (* 17. Mai 1912 in Kaiserslautern; † 4. Dezember 2000 in Köln) war ein deutscher Ingenieur und Unternehmer des industriellen Rohrleitungsbaus.

## Leben
Nach dem Abitur in Merseburg begann Hans Weber zum Sommersemester 1931 an der Technischen Hochschule Berlin-Charlottenburg das Studium des Maschinenbaus und wurde im gleichen Semester Mitglied des Corps Saxonia-Berlin. Nach Abschluss des Studiums als Diplom-Ingenieur kehrte er nach Merseburg zurück und übernahm 1937 die Verantwortung für das von seinem Vater Karl Weber im Jahre 1922 gegründete Unternehmen Weber Rohrleitungsbau.
Nach Kriegsende versuchte er, die Firma durch Fertigung von Töpfen und anderem Metallgeschirr wieder in Gang zu setzen. Einer Verhaftung und möglichen Deportation durch die russische Besatzungsmacht konnte er sich durch Flucht in den Westen entziehen und errichtete 1948 das heutige Unternehmen Weber Rohrleitungsbau in Köln, ein Unternehmen des industriellen Rohrleitungsbaus. Im Jahre 1972 übertrug er seinem Sohn Dierk Weber die Verantwortung für das Unternehmen.
1991 konnte er noch die Neugründung der Weber Rohrleitungsbau GmbH Merseburg begehen, 69 Jahre nach Gründung des väterlichen Unternehmens am gleichen Ort, 43 Jahre nach seiner Flucht von dort nach Köln.